# Dascilo (figlio di Tantalo)
Dascilo (in greco antico: Δάσκυλος?, Dáskylos) è un personaggio della mitologia greca, figlio di Tantalo e padre di Lico.
Fu un re della zona settentrionale dell'Anatolia, dove si trovavano la Misia, la Bitinia e la Paflagonia.

## Mitologia
La moglie di Dascilo fu Antemisia (figlia del dio del fiume Lico). Dascilo ebbe tre figli di nome Lico, Priola e Otreo.
Priola e Otreo furono entrambi uccisi da Amico, re di Bitinia. Otreo fu ucciso mentre si reca a Troia per chiedere per la mano di Esione, figlia di Re Laomedonte. 
Entrambi i figli hanno nomi connessi cogli insediamenti locali: Priola, vicino ad Eraclea Pontica, ed Otrea, sul lago Ascaniano.